# Santiago de Wit Guzmán
Santiago de Wit Guzmán (Valência, 5 de setembro de 1964) é um diplomata e prelado espanhol da Igreja Católica pertencente ao serviço diplomático da Santa Sé.

## Biografia
Fez seu bacharelado em teologia na Faculdade de Teologia "San Vicente Ferrer" de Valência e é doutor em direito canônico pela Pontifícia Universidade São Tomás de Aquino de Roma. Em 27 de maio de 1989 foi ordenado presbítero, sendo incardinado na Arquidiocese de Valência.
Estudou na Pontifícia Academia Eclesiástica de Roma de 1994 a 1998. Ingressou no serviço diplomático da Santa Sé em 13 de junho de 1998 e, posteriormente, trabalhou nas Representações Pontifícias na República Centro-Africana, Holanda, Paraguai, Egito, República Democrática do Congo e Espanha.
Em 21 de março de 2017, o Papa Francisco o nomeou núncio apostólico para República Centro-Africana e para o Chade, em 25 de março, sendo consagrado como arcebispo-titular de Gabala em 10 de junho, na Catedral de Valência, pelas mãos de Paul Richard Gallagher, Secretário para as Relações com os Estados, coadjuvado por Antonio Cañizares Llovera, arcebispo de Valência e por Carlos Osoro Sierra, arcebispo de Madri.
Em 30 de julho de 2022, Francisco o nomeou núncio apostólico na Trinidad e Tobago, Antigua e Barbuda, Belize, Grenada, Guiana, Saint Kitts e Nevis, São Vicente e Granadinas e Suriname e delegado apostólico nas Antilhas. Em 12 de novembro do mesmo ano, foi nomeado núncio apostólico nas Bahamas, em Barbados, Dominica, na Jamaica e Santa Lúcia.
É fluente, além do espanhol nativo, em inglês, italiano e francês.